# برلینر تسایتونگ

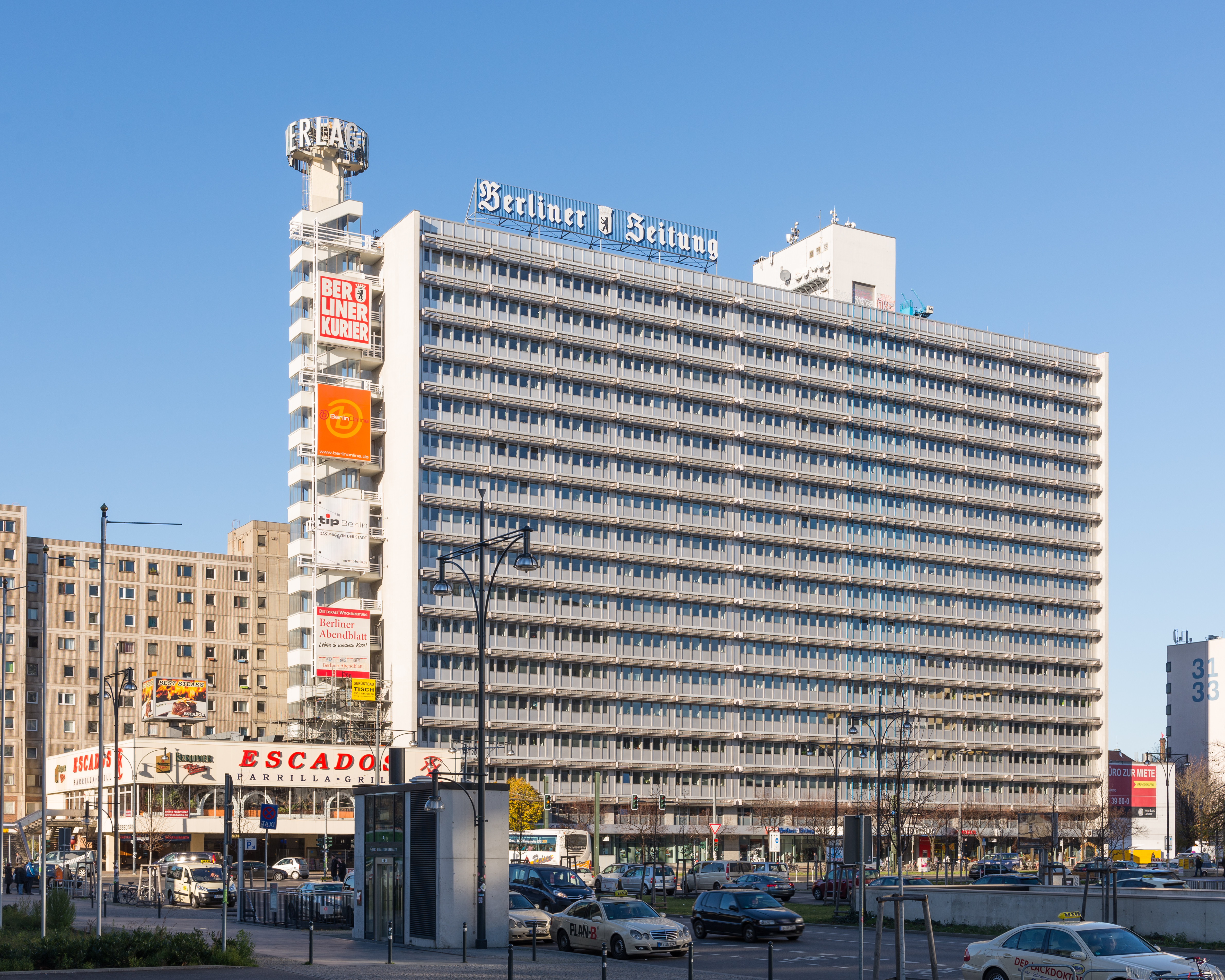
تصویری از ساختمان تحریریه برلینر تسایتونگ در خیابان کارل لیبکنشت برلین.

برلینر تسایتونگ (به آلمانی: Berliner Zeitung) روزنامه محافظه‌کار آلمانی‌زبان چاپ برلین است. این روزنامه در سال ۱۹۴۵ میلادی در برلین شرقی پایه‌گذاری شد و پس از اتحاد آلمان هم‌چنان به انتشار ادامه داد. روزنامه برلینر تسایتونگ به بنگاه انتشاراتی اکسل اشپرینگر تعلق دارد.